# アイドルマスター SideM GROWING STARS
『アイドルマスター SideM GROWING STARS』（アイドルマスター サイドエム グローイングスターズ）は、バンダイナムコエンターテインメントが配信していたゲームアプリ。2021年10月6日にiOS版、Android版ともにサービスを開始した。略称は「サイスタ」。

## 概要
『アイドルマスター SideM』の新作リズムゲームアプリ。2020年12月18日に『アイドルマスター SideM LIVE ON ST@GE!』の運営縮小および将来のサービス終了を発表した際に別途新作を開発することを公表し、2021年3月14日に開催したイベント『THE IDOLM@STER SideM PRODUCER MEETING WELCOME TO PLEASURE 315 G＠RDEN!!!』にて本タイトルが発表された。
このゲームアプリの詳細は2021年6月9日の生配信で明らかになったもので、ゲームの中のストーリーはフルボイスで展開されることになっていて、「イラストが動くよう」な表現を導入し、それによって、アイドルの動きや表情から「個性が伝わる」ようになっている。
また、このゲームから生徒会長から「理由（ワケ）あって」アイドルに転身したユニット『C.FIRST（クラスファースト）』が新たに登場し、既存のユニットのロゴも一新された。
2021年9月17日、事前登録を開始した。
2023年4月4日、サービスを終了することを発表した。4月より運営を縮小し、5月にゲーム内イベントやストーリー等の基本的な更新を終了した。このサービス終了により『SideM』のゲームアプリの展開も離れる形となるが、ソーシャルゲーム版のストーリー関連アーカイブや新規楽曲制作、3Dモデルを用いたライブ、それらに連動するストーリー制作、ライブイベント等、ブランドとしての展開は継続するという。
2023年7月31日13時59分をもってサービスを終了した。
2023年9月27日、SideMブランドページ「315 PASSION CONTENTS」内でストーリーアーカイブが公開され、エピソードゼロ第4話において未掲載のユニットに関してもストーリーが追加された。

## ゲームシステム
プレイヤーは、芸能事務所「315プロダクション」のプロデューサーとして、さまざまな理由からアイドルに転職し、男性アイドルたちの輝きを世界中に届けていくためにプロデュースし、トップアイドルグループを目指していく。

### ライブ
譜面の難易度は「EASY」「NORMAL」「HARD」「EXPERT」。
通常スキルに加え、条件を満たせば発動する2Dアニメーション付スキル演出が実装されている。
リズムゲーム形式のライブでは5レーンとなっており、画面上部より流れてくるノーツに合わせてタイミングよくタップ、フリック、長押しやスライドといったアクションを行うことでスコアを稼ぎ、楽曲終了時にライフが残った状態でスコアが一定値を超えていればクリアとなる。
オートプレイ機能が実装されており、各難易度をランクA以上でクリアしていれば利用できる。オートライブ機能を利用することでリズムゲームのプレイがオート進行される。ただし、スコアやコンボ数は記録されず、ランク報酬は得ることはできない。

### お仕事
お仕事では、属性3種類「フィジカル」「メンタル」「インテリ」と全属性「みんなのお仕事」の4種類があり、1回のお仕事によって、STは20消費される。
それぞれのお仕事はボーナスデーとなっており、ボーナスデーのお仕事を選択すれば、通常より報酬が多くもらえる。

### コミュ
アイドル達のコミュには、プロデューサーとアイドルの会話が描かれた「メインストーリー」、アイドルの魅力が描かれた「アイドルエピソード」、アイドルの過去が描かれた「エピソードゼロ」の3つがある。

## イベント

### GROWING SIGN@L
ライブやお仕事でイベントアイテムやイベントptを貯め、イベントアイテムを消費してイベント楽曲をプレイする。
イベントptを集めることでイベント限定アイドルフォトやそれに付属する衣装を獲得できる他、イベント楽曲に限りハイスコアランキングが設定される。

### 315カーニバル
ライブやお仕事で「315ステッカー」や「パッションシール」を集め、イベント限定アイドルフォトなどの報酬と交換する。
本イベントで取得できるアイドルフォトのイラストは「LIVE ON ST@GE!」のものとなっている。

### GROWING SELECTION
9曲の楽曲がランダムに配置された「SELECTION BOARD」が設置され、いずれかの楽曲をクリアすると「楽曲クリア報酬」が、すべての楽曲をクリアすると「BOARDコンプリート報酬」が取得できる。
「BOARDコンプリート報酬」にてイベント限定アイドルフォトやそれに付属する衣装を獲得できる他、イベント楽曲に限りハイスコアランキングが設定される。

## CD
THE IDOLM@STER SideM GROWING SIGN@L
2021年9月29日からリリースされている、本ゲーム用に作成された楽曲を収録したCDシングルシリーズ。